# Adam Gottlob Gielstrup
Adam Gottlob Gielstrup (11. oktober 1753 på Møen—10. februar 1830 i København) var en dansk skuespiller og maler.